# 萱野大輔
萱野 大輔（かやの だいすけ、1973年8月13日 - ）は、岡山県倉敷市出身の元サッカー選手。FW。

## 人物
岡山県立玉島高等学校時代は同校の中心選手として活躍、主将を務めた。高校二年時には、高速ドリブルからの得点力を武器に岡山県優秀選手に選出される。
卒業後、一般入試で筑波大学に入学し同大蹴球部に所属。
後の数々の有名Jリーガー達の影響を受けた。大学の同級生には、元日本代表の望月重良、上野優作、西ヶ谷隆之、笠原恵太らがいる。
1996年プリマハムFC土浦に入団するも、足首、膝の怪我のため思うような活躍が出来なかったが、リハビリを兼ねて出場した国体関東大会で、チーム得点王になる。
その後チームは水戸FCと合併、水戸ホーリーホックにチーム名変更直後、怪我を理由にチームを去った。
プライベートでは、様々なジャンルのライターとして単独執筆、共同執筆と活躍中。

## 所属クラブ
- 岡山県立玉島高等学校
- 筑波大学
- フットボールクラブ水戸ホーリーホック (元プリマハムFC土浦）(1996年)
- 立龍クラブ（県一部リーグ）(1997年)
- ロデオフットボールクラブ（県一部リーグ) (2005年)
- ロデオフットボールクラブ（県二部リーグ）(2006年)
- ロデオフットボールクラブ（県二部リーグ）(2010年)